# Ленінськ-Кузнецький округ
Ле́нінськ-Кузне́цький округ (рос. Ленинск-Кузнецкий округ) — муніципальний округ Кемеровської області Російської Федерації.
Адміністративний центр — місто Ленінськ-Кузнецький, яке не входить до складу району і утворює окремий Ленінськ-Кузнецький міський округ.

## Географія
Округ розташований в центральній і північно-західній частині Кемеровської області, в центрі Кузнецької улоговини і відноситься до степових регіонів області. Рельєф місцевості погорбованого характеру. Клімат — різко континентальний, з тривалою і холодною зимою, спекотним, але коротким влітку. Напрямок пануючих вітрів — південно-західний.
Округ займає площу майже ,4 тис. км², з них 134,9 тис. га. в ріллі, лісами і чагарниками зайнято 26,1 тис. га., болотами — 4,8 тис. га. Площа сільгоспугідь становить 83 % (в тому числі рілля — 58,2 %), ліси — 8,5 %, води — 0,8 %, інші землі — 7,7 %.
З корисних копалин є кам'яне вугілля, в заплавній частині річки Іня розташовані родовища будівельних пісків (некондиційних). Є родовища кварцових пісків, вапняків, гравію, будівельного каменю, золота, марганцю.
Головна річка району — Іня з притоками Касьма, Ур та Південна Уньга).
Ґрунти чорноземні, темно-сірі, слабопідзолисті.

## Історія
1925 року на території колишнього Кузнецького повіту та у складі новоствореного Кузнецького округу були утворені Ленінський район з центром у селі Леніно та Краснинський район з центром у селі Красне. 1930 року райони увійшли до складу Західно-Сибірського краю, з 1937 року — до складу Новосибірської області. 22 лютого 1939 року обидва райони були об'єднані в Ленінськ-Кузнецький район. 1943 року він увійшов до складу новоутвореної Кемеровської області.
Станом на 2002 рік район поділявся на 17 сільських рад:
| Поселення                      | Площа, км² | Населення, осіб (2002) | К-ть НП | Населені пункти                                                                                                |
| ------------------------------ | ---------- | ---------------------- | ------- | --- |
| Аріничевська сільська рада     | -          | 1536                   | 4       | село Аріничево, селища Кокуй, Харків Лог, Хрестиновський                                                       |
| Возвишенська сільська рада     | -          | 1802                   | 3       | селища Мирний, Новогородець, присілок Возвишенка                                                               |
| Горняцька сільська рада        | -          | 2820                   | 8       | селища Восходящий, Горняк, Єгозово, Індустрія, Клейзавода, Новоільїнський, Новокомишенський, Солнечний         |
| Дем'яновська сільська рада     | -          | 1894                   | 6       | село Часниково, селища 189 км, Дем'яновка, Красна Поляна, Лапшиновка, Озеровка                                 |
| Драченінська сільська рада     | -          | 2263                   | 9       | села Драченіно, Худяшово, селища Непреривка, Петровський, Розкатіха, Сапогово, Строїтельний, Трекино, Школьний |
| Єгозовська сільська рада       | -          | 802                    | 5       | село Хмелево, селища 169 км, Березовка, Єгозово, Новий                                                         |
| Комишинська сільська рада      | -          | 977                    | 3       | село Комишино, селище Южний, присілок Покровка                                                                 |
| Краснинська сільська рада      | -          | 3513                   | 1       | село Красне |
| Красноярська сільська рада     | -          | 1102                   | 3       | селище Литвиновський, присілки Красноярка, Новопокровка                                                        |
| Мусохрановська сільська рада   | -          | 1093                   | 4       | селища Кар'єр, Мусохраново, Орловський, присілок Соколовка                                                     |
| Новогеоргієвська сільська рада | -          | 831                    | 3       | селище Золотарьовський, Нижегородка, Новогеоргієвка                                                            |
| Панфіловська сільська рада     | -          | 1532                   | 1       | село Панфілово                                                                                                 |
| Підгорнівська сільська рада    | -          | 1923                   | 5       | села Підгорне, Устюжаніно, селища Івановка, Ново-Урський, Родниковий                                           |
| Свердловська сільська рада     | -          | 1131                   | 5       | селища Красноярка, Павловка, Поріч'є, Русько-Урський, Свердловський                                            |
| Чкаловська сільська рада       | -          | 1362                   | 4       | селища Красна Горка, Рокитний, Чкаловський, присілок Новопокасьма                                              |
| Чусовітінська сільська рада    | -          | 1413                   | 2       | село Чусовітіно, присілок Семеново                                                                             |
| Шабановська сільська рада      | -          | 1831                   | 3       | село Шабаново, селище Дружний, присілок Торопово                                                               |

2004 року район став муніципальним, сільради перетворені в сільські поселення, селище Індустрія передано до складу Ленінськ-Кузнецького міського округу. 2019 року район був перетворений в муніципальний округ, сільські поселення були ліквідовані:
| Поселення                        | Площа, км² | Населення, осіб (2010) | Населення, осіб (2019) | К-ть НП | Населені пункти |
| -------------------------------- | ---------- | ---------------------- | ---------------------- | ------- | --- |
| Горняцьке сільське поселення     | 84,18      | 2496                   | 2154                   | 7       | селища Восходящий, Горняк, Єгозово, Клейзавода, Новоільїнський, Новокомишенський, Солнечний |
| Дем'яновське сільське поселення  | 463,55     | 3510                   | 3153                   | 14      | села Хмелево, Часниково, селища 189 км, Дем'яновка, Єгозово, Золотарьовський, Красна Поляна, Лапшиновка, Литвиновський, Нижегородка, Новогеоргієвка, Озеровка, присілки Красноярка, Новопокровка |
| Драченінське сільське поселення  | 178,77     | 1973                   | 1696                   | 10      | села Драченіно, Худяшово, селища 169 км, Непреривка, Петровський, Розкатіха, Сапогово, Строїтельний, Трекино, Школьний                                                                           |
| Краснинське сільське поселення   | 322,64     | 4255                   | 3738                   | 5       | села Аріничево, Красне, селища Кокуй, Харків Лог, Хрестиновський |
| Підгорнівське сільське поселення | 284,26     | 2445                   | 2066                   | 10      | села Підгорне, Устюжаніно, селища Івановка, Красноярка, Ново-Урський, Павловка, Поріч'є, Родниковий, Русько-Урський, Свердловський                                                               |
| Чкаловське сільське поселення    | 294,69     | 2625                   | 2323                   | 7       | селища Красна Горка, Мирний, Новогородець, Рокитний, Чкаловський, присілки Возвишенка, Новопокасьма                                                                                              |
| Чусовітінське сільське поселення | 228,78     | 3204                   | 2953                   | 5       | села Панфілово, Чусовітіно, селища Березовка, Новий, присілок Семеново |
| Шабановське сільське поселення   | 499,63     | 3252                   | 2768                   | 10      | села Комишино, Шабаново, селище Дружний, Кар'єр, Мусохраново, Орловський, Южний, присілки Покровка, Соколовка, Торопово                                                                          |

## Населення
Населення — 20851 особа (2019; 23760 в 2010, 27825 у 2002).

## Населені пункти
| №  | Населений пункт                   | Населення, осіб (2002) | Населення, осіб (2010) |
| -- | --------------------------------- | ---------------------- | ---------------------- |
| 1  | 169 км, селище                    | 2                      | 2                      |
| 2  | 189 км, селище                    | 43                     | 25                     |
| 3  | Аріничево, село                   | 883                    | 765                    |
| 4  | Березовка, селище                 | 10                     | 0                      |
| 5  | Возвишенка, присілок              | 412                    | 324                    |
| 6  | Восходящий, селище                | 976                    | 950                    |
| 7  | Горняк, селище                    | 128                    | 102                    |
| 8  | Дем'яновка, селище                | 1178                   | 1090                   |
| 9  | Драченіно, село                   | 1185                   | 1077                   |
| 10 | Дружний, селище                   | 86                     | 67                     |
| 11 | Єгозово (Горняцьке сп), селище    | 849                    | 815                    |
| 12 | Єгозово (Дем'яновське сп), селище | 27                     | 31                     |
| 13 | Золотарьовський, селище           | 71                     | 43                     |
| 14 | Івановка, селище                  | 350                    | 263                    |
| 15 | Кар'єр, селище                    | 32                     | 10                     |
| 16 | Клейзавода, селище                | 419                    | 329                    |
| 17 | Кокуй, селище                     | 330                    | 264                    |
| 18 | Комишино, село                    | 734                    | 621                    |
| 19 | Красна Горка, селище              | 195                    | 163                    |
| 20 | Красна Поляна, селище             | 281                    | 239                    |
| 21 | Красне, село                      | 3513                   | 2982                   |
| 22 | Красноярка, присілок              | 787                    | 732                    |
| 23 | Красноярка, селище                | 0                      | 0                      |
| 24 | Лапшиновка, селище                | 187                    | 191                    |
| 25 | Литвиновський, селище             | 69                     | 33                     |
| 26 | Мирний, селище                    | 973                    | 785                    |
| 27 | Мусохраново, селище               | 665                    | 505                    |
| 28 | Непреривка, селище                | 114                    | 98                     |
| 29 | Нижегородка, присілок             | 70                     | 110                    |
| 30 | Новий, селище                     | 619                    | 544                    |
| 31 | Новогеоргієвка, присілок          | 690                    | 612                    |
| 32 | Новогородець, селище              | 417                    | 436                    |
| 33 | Новоільїнський, селище            | 47                     | 33                     |
| 34 | Новокомишинський, селище          | 148                    | 81                     |
| 35 | Новопокасьма, присілок            | 384                    | 304                    |
| 36 | Новопокровка, присілок            | 246                    | 177                    |
| 37 | Ново-Урський, селище              | 337                    | 277                    |
| 38 | Озеровка, селище                  | 0                      | 6                      |
| 39 | Орловський, селище                | 180                    | 112                    |
| 40 | Павловка, селище                  | 154                    | 79                     |
| 41 | Панфілово, село                   | 1532                   | 1443                   |
| 42 | Петровський, селище               | 125                    | 103                    |
| 43 | Підгорне, село                    | 936                    | 801                    |
| 44 | Покровка, присілок                | 230                    | 182                    |
| 45 | Поріч'є, селище                   | 100                    | 75                     |
| 46 | Родниковий, селище                | 272                    | 215                    |
| 47 | Розкатіха, селище                 | 112                    | 51                     |
| 48 | Рокитний, селище                  | 212                    | 155                    |
| 49 | Русько-Урський, селище            | 180                    | 134                    |
| 50 | Сапогово, присілок                | 43                     | 52                     |
| 51 | Свердловський, селище             | 697                    | 588                    |
| 52 | Семеново, присілок                | 168                    | 104                    |
| 53 | Соколовка, присілок               | 216                    | 150                    |
| 54 | Солнечний, селище                 | 229                    | 186                    |
| 55 | Строїтельний, селище              | 0                      | 0                      |
| 56 | Торопово, присілок                | 236                    | 177                    |
| 57 | Трекино, присілок                 | 251                    | 197                    |
| 58 | Устюжаніно, село                  | 28                     | 13                     |
| 59 | Харків Лог, селище                | 89                     | 64                     |
| 60 | Хмельово, село                    | 144                    | 86                     |
| 61 | Хрестиновський, селище            | 234                    | 180                    |
| 62 | Худяшово, село                    | 368                    | 341                    |
| 63 | Часниково, село                   | 205                    | 135                    |
| 64 | Чкаловський, селище               | 571                    | 458                    |
| 65 | Чусовітіно, село                  | 1245                   | 1113                   |
| 66 | Шабаново, село                    | 1509                   | 1421                   |
| 67 | Школьний, селище                  | 65                     | 52                     |
| 68 | Южний, селище                     | 13                     | 7                      |

## Господарство
Район має розвинений агропромисловий комплекс (рослинництво та тваринництво) і промисловий комплекс (шахти, завод з виробництва автобусів).